# 勒羅伊 (紐約州村)
勒羅伊（英語：Le Roy）是位於美國紐約州傑納西縣的村。

## 人口
根據2020年美國人口普查的數據，勒羅伊的面積為6.97平方千米，皆為陸地。當地共有人口4300人，而人口密度為每平方千米617人。